# 17.ª Divisão Panzergrenadier SS Götz von Berlichingen

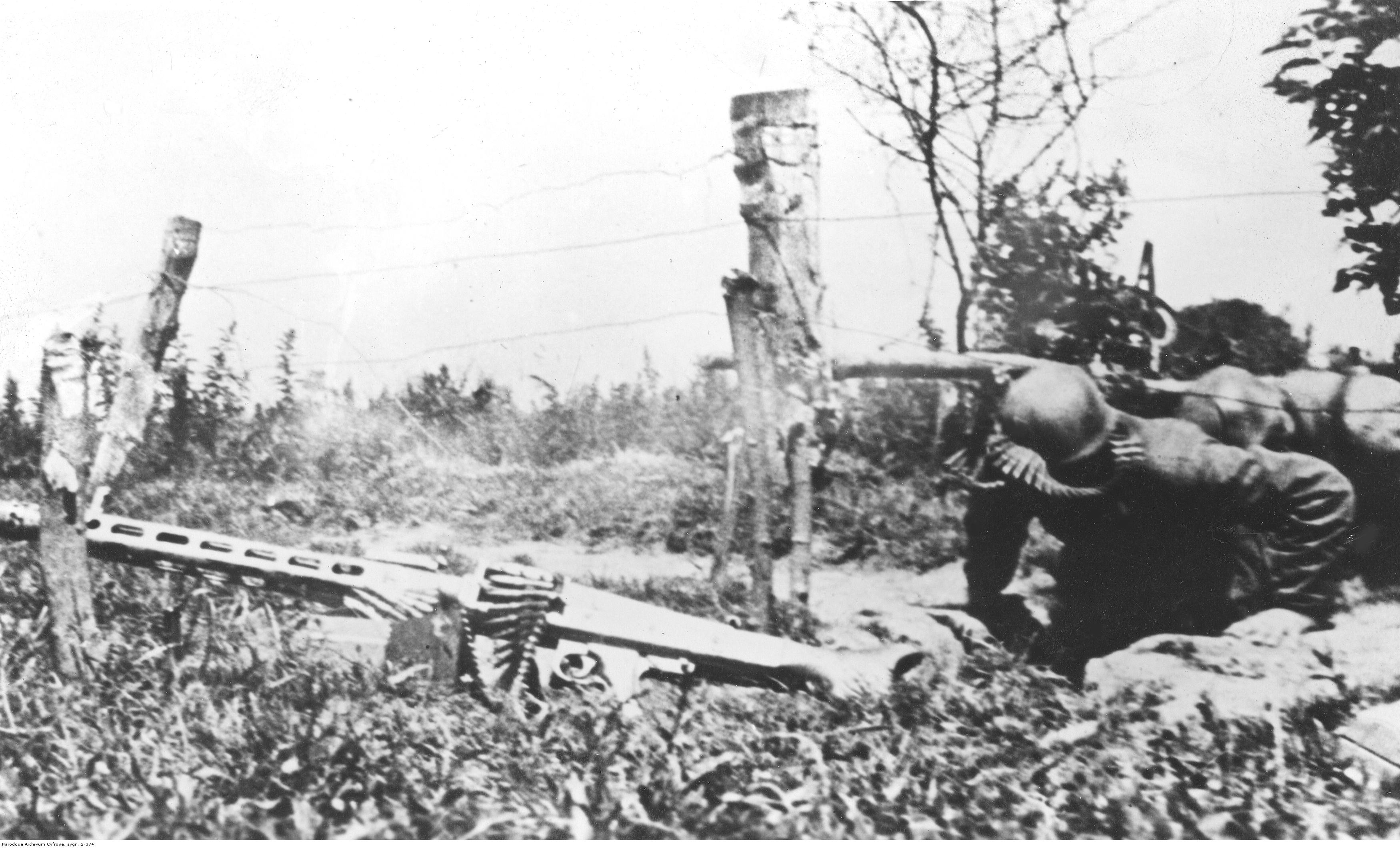
Soldado da Divisão Götz von Berlichingen durante os combates na Normandia.

A 17.ª Divisão Panzergrenadier SS Götz von Berlichingen foi uma divisão de Infantaria mecanizada e motorizada das Waffen-SS durante a Segunda Guerra Mundial. Foi criada em França, a partir de tropas da 10.ª Divisão Panzer SS Frundsberg,
e era composta por  alemães, alemães étnicos, belgas e romenos.

## Composição
- 17.º Batalhão Panzer SS
- 37.º Regimento Panzer Grenadier SS
- 38.º Regimento Panzer Grenadier SS
- 17.ª Regimento de Artilharia Panzer SS
- 17.º Batalhão de Reconhecimento SS
- 17.º Batalhão de Assalto SS
- 17.º Batalhão de Engenharia SS
- 17.º Batalhão de Comunicações SS
- 17.º Batalhão de Defesa Anti-aérea Ss